# Lindera obtusiloba
Lindera obtusiloba är en lagerväxtart som beskrevs av Carl Ludwig von Blume. Lindera obtusiloba ingår i släktet Lindera och familjen lagerväxter. Utöver nominatformen finns också underarten L. o. heterophylla.